# 특호실 여자손님
특호실 여자 손님은 한국에서 제작된 이희중 감독의 1970년 영화이다. 남궁원 등이 주연으로 출연하였고 강대진 등이 제작에 참여하였다.

## 출연

### 주연
- 남궁원
- 엄앵란
- 전계현

## 제작진
- 조명: 이억만
- 미술: 김호균